# Mälaren 3

Mälaren 3 till vänster om Djurgården 5

Mälaren 3 levererades 1903 av W. Lindbergs Varvs- och Verkstads AB i Stockholm som Sexan till Nya Ångslups AB Smedsudden för trafik mellan Mariahissen på Södermalm och Tegelbacken.
Färjan såldes 1913 till Stockholms Ångslups AB och döptes då om till Mälaren 3. Efter uppläggning 1950 och senare försäljning till privat ägare övertogs färjan 1973 av tre medlemmar i Föreningen Skärgårdsbåten som 1984 överlämnade fartyget till föreningen och dess bolag Stockholms Ångslups AB. Försök till upprustning bedömdes med tiden som orealistiskt och färjan placerades på land på Beckholmen. Efter tillfällig placering i Stockholms frihamn flyttades färjan sommaren 2013 till Gålö.
Den 23 november 2016 transporterades färjan på landsväg till varvet i Stocka för ev reparation. En möjlig framtid är att fartyget skall ingå i ett museum för kollektivtrafik i Stockholm, en utveckling av det nuvarande Spårvägsmuseet. 